# NGC 4887
NGC 4887 é uma galáxia espiral (S0-a) localizada na direcção da constelação de Virgo. Possui uma declinação de -14° 40' 00" e uma ascensão recta de 13 horas, 00 minutos e 39,3 segundos.
A galáxia NGC 4887 foi descoberta em 21 de Abril de 1882 por Ernst Wilhelm Leberecht Tempel.